# Африкански дърдавец
Африкански дърдавец (Crex egregia) е вид птица от семейство Rallidae, единствен представител на род Crex.

## Разпространение и местообитание
Разпространен е в Ангола, Бенин, Ботсвана, Буркина Фасо, Бурунди, Габон, Гамбия, Гана, Гвинея, Екваториална Гвинея, Замбия, Зимбабве, Камерун, Кения, Република Конго, Демократична република Конго, Кот д'Ивоар, Лесото, Либерия, Малави, Мали, Мозамбик, Намибия, Нигерия, Руанда, Свазиленд, Сиера Леоне, Судан, Танзания, Того, Уганда, Централноафриканската република, Чад, Южен Судан и Южна Африка.